# (17489) Trenker
(17489) Trenker (1991 TS6) – planetoida z pasa głównego asteroid okrążająca Słońce w ciągu 4,46 lat w średniej odległości 2,71 j.a. Odkryta 2 października 1991 roku.